# 1838 Ursa
1838 Ursa eller 1971 UC är en asteroid i huvudbältet som upptäcktes den 20 oktober 1971 av den Schweiziska astronomen Paul Wild vid Observatorium Zimmerwald. Den har fått sitt namn efter Ursula Wild och Urs Wild, upptäckarens fru och son.
Asteroiden har en diameter på ungefär 40 kilometer och den tillhör asteroidgruppen Alauda.